# Павел (Иоанну)
Митрополи́т Па́вел (греч. Μητροπολίτης Παύλος Ιωάννου; 1947, Халкида — 13 января 2019, Халкида, Греция) — епископ Константинопольской православной церкви (формально также Элладской православной церкви), митрополит Сисанийский и Сьятистский (2006—2019).

## Биография
Родился в 1947 году в Халкиде.
В 1971 году окончил богословский институт Афинского университета.
В 1973 году митрополитом Халкидским Николаем (Селентисом) был хиротонисан во диакона и служил в Мадуди.
В ноябре 1974 года был хиротонисан во пресвитера и возведён в достоинство архимандрита митрополитом Халкидским Хризостомом (Верьисом). В течение двадцатипяти лет развивал приход в Мадуди.
С 1998 года возглавил Синодальный комитет по делам просвещения молодёжи. Был многолетним директором молодёжных программ на радио и возглавлял благотворительный фонд «Τάσος Γεωργιάδης».
28 февраля 2006 года собором иерархии Элладской православной церкви был избран для рукоположения в сан митрополита Сисанийского и Сьятистского. Его рукоположение состоялось 4 марта 2006 года в Афинах.
Был автором книг и публиковал статьи в ежедневной и церковной прессе. Будучи митрополитом, открыто выступал против партии «Золотая заря» («Χρυσή Αυγή»), объясняя, что её идеология не имеет ничего общего с евангельским учением. Указывал, что «Золотая заря» — «это чёрная ночь», поскольку «ежедневно преследует, оскорбляет и унижает Христа в лице иммигрантов и даже детей», поэтоу «лучше быть атеистом, чем членом „Золотой зари“». Получал анонимные угрозы расправы от членов этой ультраправой партии.
Внезапно скончался 13 января 2019 года в своём доме в Халкиде. 16 января отпевание почившего в храме святого Димитрия в Сьятисте совершил архиепископ Афинский Иероним в сослужении многочисленных архиереев и представителей гражданских властей.